# Windjammer Surf Racers
Windjammer Surf Racers war der Name einer doppelten Stahlachterbahn in Knott’s Berry Farm (Buena Park, Kalifornien, USA), die am 26. März 1997 eröffnet wurde.
Die Bahn vom Modell Sitdown Looping des Herstellers Togo fuhr bis zum 2. März 2000. Im Jahre 1999 hieß sie Jammer, da ein Kleidungsunternehmen die Nutzung des Namens Windjammer Surf Racers für sich reklamierte. Sie wurde, nachdem die Angelegenheit geklärt wurde, wieder in den ursprünglichen Namen umbenannt. Vom 3. März 2000 bis Juli 2001 stand die Bahn noch im Park, fuhr aber nicht mehr.

## Züge
Windjammer Surf Racers besaß zehn Züge mit jeweils zwei Wagen. In jedem Wagen konnten vier Personen (zwei Reihen à zwei Personen) Platz nehmen. Die Fahrgäste mussten mindestens 1,22 m groß sein, um mitfahren zu dürfen. Als Rückhaltesystem kamen Schulterbügel zum Einsatz.

## Die Fahrt
Windjammer Surf Racers war eine einmalige Achterbahn; es fuhren kleine, Wilde-Maus-ähnliche Züge auf einer kompletten Strecke. Es gab zwei unabhängige Strecken (rot und gelb), die parallel zueinander verliefen, wodurch ein Rennen zwischen den Zügen beider Strecken stattfinden konnte.
Die Station der Achterbahn hatte keine pneumatisch angetriebenen Tore vor den Einstiegsplattformen, um die wartenden Gäste vor den einfahrenden Zügen zu schützen.
Die Fahrtstrecke wurde als eine Referenz an die südkalifornische Kultur gestaltet, komplett mit hohen Palmen, Sand, einer kleinen Lagune, einem verkleinerten Rettungsschwimmer-Wachturm und anderen strandtypischen Requisiten. Das Verkaufsgebäude für Onride-Fotos (Aufnahmen während der Fahrt) war in eine Seite einer verkleinerten Kopie einer Yacht eingebaut.